# فریلند (میشیگان)
فریلند (به انگلیسی: Freeland) یک منطقهٔ مسکونی در ایالات متحده آمریکا است که در شهرستان سگینا، میشیگان واقع شده‌است. فریلند ۱۷٫۴ کیلومتر مربع مساحت و ۶٬۹۶۹ نفر جمعیت دارد و ۱۸۹ متر بالاتر از سطح دریا واقع شده‌است.